# Opopaea plumula
Opopaea plumula là một loài nhện trong họ Oonopidae.
Loài này thuộc chi Opopaea. Opopaea plumula được miêu tả năm 1984 bởi Yin & Wang.